# Ópera del Savoy

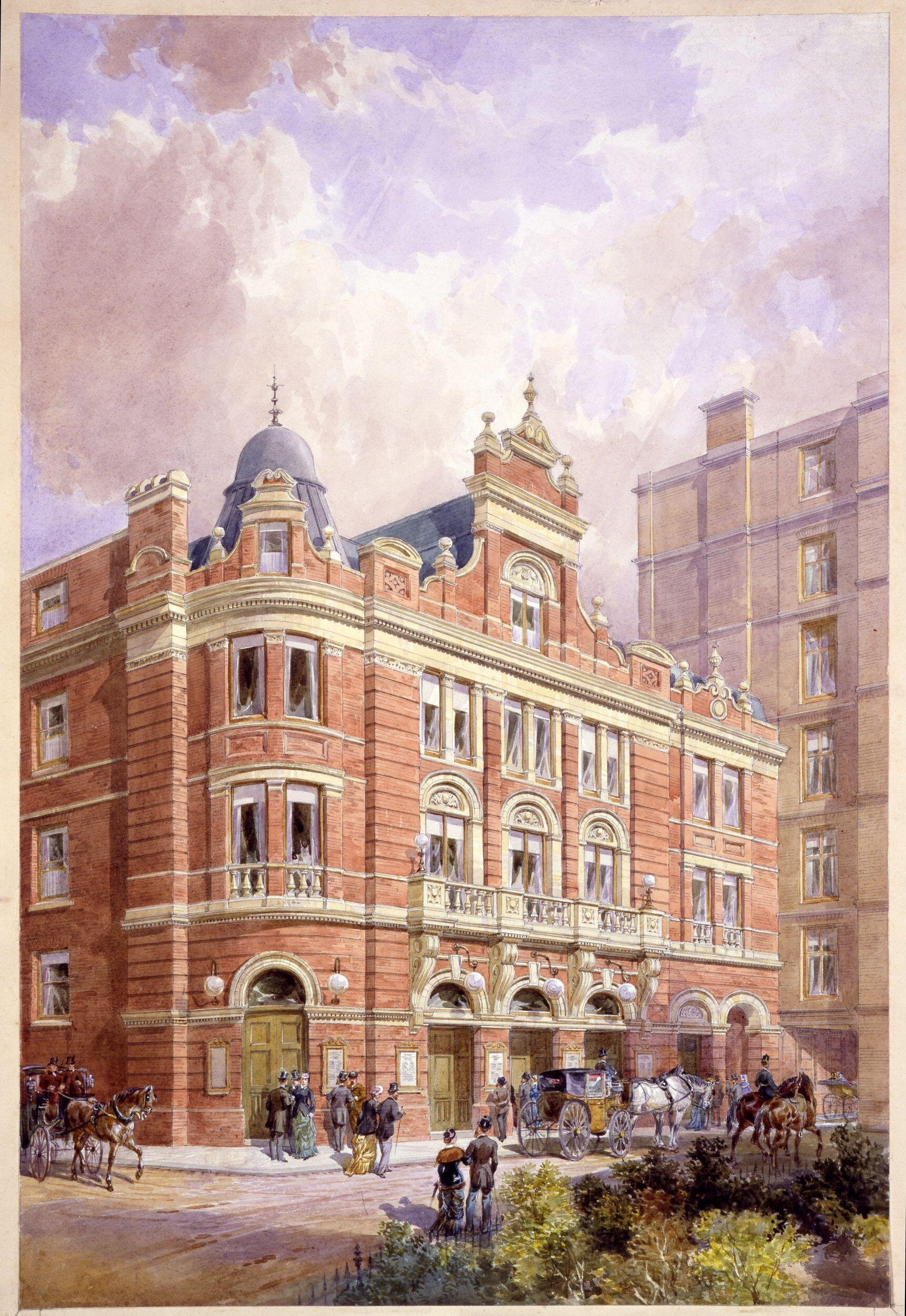
Teatro Savoy (c. 1881).

La ópera del Savoy es un estilo de ópera cómica desarrollado en Inglaterra a finales de siglo XIX, siendo W. S. Gilbert y Arthur Sullivan sus exponentes más exitosos. El nombre proviene del Teatro Savoy, construido por el empresario Richard D'Oyly Carte para albergar las piezas de Gilbert y Sullivan y más tarde, las de otros compositores y libretistas. La mayoría de las óperas del Savoy que no fueron realizadas por Gilbert y Sullivan no lograron un lugar en el repertorio estándar de teatro o desaparecieron con los años, haciendo el término «ópera del Savoy» prácticamente sinónimo de Gilbert y Sullivan. Las óperas del Savoy fueron altamente influyentes en la creación de los musicales modernos.
Gilbert, Sullivan, Carte y otros compositores, libretistas y productores victorianos, así como la prensa británica contemporánea llamaron a esta clase de trabajos 'óperas cómicas' para distinguirlos de las operetas de Europa continental. La mayoría de la literatura acerca de Gilbert y Sullivan publicada desde entonces se refiere a estos trabajos como 'óperas del Savoy', 'óperas cómicas', o ambas. Sin embargo, las Penguin Opera Guides y otros diccionarios musicales clasifican las obras de Gilbert y Sullivan como operetas.
Patience fue la primera ópera en ser presentada en el Teatro Savoy, lo que la convierte, en un sentido estricto, en la primera ópera del Savoy, aunque el término 'ópera del Savoy' siempre ha incluido las trece óperas que Gilbert y Sullivan escribieron para Richard D'Oyly Carte.

## Otras definiciones
Durante el periodo en el que las óperas de Gilbert y Sullivan estaban siendo escritas, Richard D'Oyly Carte produjo óperas de otros compositores y libretistas, ya fuera para ser usadas como piezas preliminares a las obras de Gilbert y Sullivan o para ocupar el teatro cuando ninguna pieza del dúo estuviera disponible. Para sus contemporáneos, el término «ópera del  Savoy» se refería a cualquier ópera que apareciera en ese teatro, sin importar quien la escribió.
Además de las piezas preliminares, las óperas de Gilbert y Sullivan fueron los únicos trabajos producidos en el Teatro Savoy desde la fecha de su inauguración (10 de octubre de 1881) hasta el final de la serie de presentaciones de The Gondoliers el 20 de junio de 1891. Durante la década siguiente, solamente se presentaron dos piezas de Gilbert y Sullivan, Utopia, Limited y The Grand Duke, las cuales se mantuvieron en cartelera por poco tiempo. Para llenar el espacio libre, Carte produjo reestrenos de las obras del dúo, así como otras óperas musicalizadas por Sullivan y escritas por otros libretistas y trabajos de otros artistas. Richard D'Oyly Carte murió el 3 de abril de 1901, por lo que si el nexo entre Carte y el Teatro Savoy se usa para definir el término 'ópera del Savoy', la última de estas sería The Rose of Persia (música de Sullivan y libreto de Basil Hood), presentada entre el 28 de noviembre de 1899 y el 28 de junio de 1900
Luego de la muerte de Carte, su esposa, Helen Carte, asumió el control del teatro. Ella continuó produciendo nuevas obras en el mismo estilo de Gilbert y Sullivan junto con reestrenos de sus óperas. Teniendo en cuenta la piezas que Helen Carte produjo, la última ópera del Savoy fue A Princess of Kensington (música de Edward German y libreto de Basil Hood), la cual estuvo en cartelera por cuatro semanas a principios de 1903. Luego de esta ópera, Carte cedió el control del teatro hasta el 8 de diciembre de 1906, cuando produjo una serie de reestrenos de las obras de Gilbert (quien también las dirigió) y Sullivan. En marzo de 1909, Charles H. Workman asumió la gerencia del teatro, produciendo tres nuevas piezas, incluyendo una escrita por Gilbert, Fallen Fairies (música de Edward German). El último de los trabajos producidos por Workman fue Two Merry Monarchs, presentada a principios de 1910. S. J. Adair Fitz-Gerald considera esta obra la última de las óperas del Savoy.

## Lista completa
La siguiente tabla muestra todas las óperas que pueden ser consideradas "óperas del Savoy" según las definiciones mencionadas anteriormente.
| Título                           | Libretista(s)                                    | Compositor(es)                  | Teatro             | Fecha de estreno | Fecha de clausura | Presentaciones |
| -------------------------------- | ------------------------------------------------ | ------------------------------- | ------------------ | ---------------- | ----------------- | -------------- |
| Thespis                          | W. S. Gilbert                                    | Arthur Sullivan                 | Teatro Gaiety      | 26-12-1871       | 08-03-1872        | 64             |
| Trial by Jury                    | W. S. Gilbert                                    | Arthur Sullivan                 | Teatro Royalty     | 25-03-1875       | 18-12-1875        | 131            |
| The Sorcerer                     | W. S. Gilbert                                    | Arthur Sullivan                 | Opera Comique      | 17-11-1877       | 24-05-1878        | 178            |
| H.M.S. Pinafore                  | W. S. Gilbert                                    | Arthur Sullivan                 | Opera Comique      | 25-05-1878       | 20-02-1880        | 571            |
| The Pirates of Penzance          | W. S. Gilbert                                    | Arthur Sullivan                 | 5th Avenue Theatre | 31-12-1879       | 05-06-1879        | 100            |
| Patience                         | W. S. Gilbert                                    | Arthur Sullivan                 | Opera Comique      | 23-04-1881       | 08-10-1881        | 170            |
| Patience                         | W. S. Gilbert                                    | Arthur Sullivan                 | Teatro Savoy       | 10-10-1881       | 22-11-1882        | 408            |
| Iolanthe                         | W. S. Gilbert                                    | Arthur Sullivan                 | Savoy              | 25-11-1882       | 01-01-1884        | 398            |
| Princess Ida                     | W. S. Gilbert                                    | Arthur Sullivan                 | Savoy              | 05-01-1884       | 09-10-1884        | 246            |
| El Mikado                        | W. S. Gilbert                                    | Arthur Sullivan                 | Savoy              | 14-03-1885       | 19-01-1887        | 672            |
| Ruddygore                        | W. S. Gilbert                                    | Arthur Sullivan                 | Savoy              | 22-01-1887       | 05-11-1887        | 288            |
| The Yeomen of the Guard          | W. S. Gilbert                                    | Arthur Sullivan                 | Savoy              | 03-10-1888       | 30-11-1889        | 423            |
| The Gondoliers                   | W. S. Gilbert                                    | Arthur Sullivan                 | Savoy              | 07-12-1889       | 20-06-1891        | 554            |
| The Nautch Girl                  | George Dance y Frank Desprez                     | Edward Solomon                  | Savoy              | 30-06-1891       | 16-01-1892        | 200            |
| The Vicar of Bray                | Sydney Grundy                                    | Edward Solomon                  | Savoy              | 28-01-1892       | 18-06-1892        | 143            |
| Haddon Hall                      | Sydney Grundy                                    | Arthur Sullivan                 | Savoy              | 24-07-1892       | 15-04-1893        | 204            |
| Jane Annie                       | James Matthew Barrie y Arthur Conan Doyle        | Ernest Ford                     | Savoy              | 13-05-1893       | 01-07-1893        | 50             |
| Utopia, Limited                  | W. S. Gilbert                                    | Arthur Sullivan                 | Savoy              | 07-10-1893       | 09-06-1894        | 245            |
| Mirette                          | Harry Greenbank & Fred E. Weatherly              | André Messager                  | Savoy              | 03-07-1893       | 11-08-1894        | 41             |
| The Chieftain                    | Francis Burnand                                  | Arthur Sullivan                 | Savoy              | 12-12-1894       | 16-03-1895        | 97             |
| The Grand Duke                   | W. S. Gilbert                                    | Arthur Sullivan                 | Savoy              | 07-03-1896       | 10-06-1896        | 123            |
| His Majesty                      | Francis Burnand, R. C. Lehmann y Adrian Ross     | Alexander Mackenzie             | Savoy              | 20-02-1897       | 24-04-1897        | 61             |
| La Grande-Duchesse de Gérolstein | Charles Brookfield y Adrian Ross                 | Jacques Offenbach               | Savoy              | 04-12-1897       | 12-03-1898        | 104            |
| The Beauty Stone                 | Arthur Wing Pinero y J. Comyns Carr              | Arthur Sullivan                 | Savoy              | 28-05-1898       | 16-07-1898        | 50             |
| The Lucky Star                   | Charles Brookfield, Adrian Ross y Aubrey Hopwood | Ivan Caryll                     | Savoy              | 07-01-1899       | 31-05-1899        | 143            |
| The Rose of Persia               | Basil Hood                                       | Arthur Sullivan                 | Savoy              | 29-09-1899       | 28-06-1900        | 213            |
| The Emerald Isle                 | Basil Hood                                       | Arthur Sullivan y Edward German | Savoy              | 27-04-1901       | 09-11-1901        | 205            |
| Ib and Little Christina          | Basil Hood                                       | Franco Leoni                    | Savoy              | 14-11-1901       | 29-11-1901        | 16             |
| The Willow Pattern               | Basil Hood                                       | Cecil Cook                      | Savoy              | 14-11-1901       | 29-11-1901        | 16             |
| Merrie England                   | Basil Hood                                       | Edward German                   | Savoy              | 02-04-1902       | 30-07-1902        | 120            |
| A Princess of Kensington         | Basil Hood                                       | Edward German                   | Savoy              | 22-01-1903       | 16-05-1903        | 115            |
| The Mountaineers                 | Guy Eden                                         | Reginald Somerville             | Savoy              | 29-09-1909       | 27-11-1909        | 61             |
| Fallen Fairies                   | W. S. Gilbert                                    | Edward German                   | Savoy              | 15-12-1909       | 29-01-1910        | 51             |
| Two Merry Monarchs               | Arthur Anderson, George Levy y Hartley Carrick   | Orlando Morgan                  | Savoy              | 10-03-1910       | 23-04-1910        | 43             |

## Acompañamientos
Durante las presentaciones originales de las óperas del Savoy, cada trabajo era representado junto con uno o dos acompañamientos cortos. La pieza que iniciaba la presentación era llamada curtain-raiser o pieza preliminar y la que era actual al final era llamada afterpiece.
La siguiente tabla contiene los acompañamientos conocidos que fueron presentados en la Opera Comique o en el Teatro Savoy durante su temporada de estrenos y durante los reestrenos más importantes hasta 1909. Es posible que existan piezas que no hayan sido identificadas aún. 
| Título                | Libretista(s)                | Compositor(es)                    | Teatro                | Fecha de estreno | Fecha de clausura | Obra principal                                                        |
| --------------------- | ---------------------------- | --------------------------------- | --------------------- | ---------------- | ----------------- | --------------------------------------------------------------------- |
| Dora's Dream          | Arthur Cecil                 | Alfred Cellier                    | Opera Comique         | 17-11-1877       | 07-02-1878*       | The Sorcerer                                                          |
| The Spectre Knight    | James Albery                 | Alfred Cellier                    | Opera Comique         | 09-02-1878       | 23-03-1878        | The Sorcerer                                                          |
| The Spectre Knight    | James Albery                 | Alfred Cellier                    | Opera Comique         | 28-05-1878       | 10-08-1878        | H.M.S. Pinafore                                                       |
| Trial by Jury         | W. S. Gilbert                | Arthur Sullivan                   | Opera Comique y Savoy | 23-03-1878       | 24-05-1878        | The Sorcerer                                                          |
| Trial by Jury         | W. S. Gilbert                | Arthur Sullivan                   | Opera Comique y Savoy | 11-10-1884       | 12-03-1885        | The Sorcerer                                                          |
| Trial by Jury         | W. S. Gilbert                | Arthur Sullivan                   | Opera Comique y Savoy | 22-09-1898       | 31-12-1898        | The Sorcerer                                                          |
| Trial by Jury         | W. S. Gilbert                | Arthur Sullivan                   | Opera Comique y Savoy | 06-06-1899       | 25-11-1899        | H.M.S. Pinafore                                                       |
| Beauties on the Beach | George Grossmith             | George Grossmith                  | Opera Comique         | 25-05-1878       | 05-08-1878        | H.M.S. Pinafore                                                       |
| Beauties on the Beach | George Grossmith             | George Grossmith                  | Opera Comique         | 14-10-1878       | 05-12-1878*       | H.M.S. Pinafore                                                       |
| A Silver Wedding      | George Grossmith             | George Grossmith                  | Opera Comique         | parte de 1878    | parte de 1878     | H.M.S. Pinafore                                                       |
| Five Hamlets          | George Grossmith             | George Grossmith                  | Opera Comique         | 1878             | 12-10-1878        | H.M.S. Pinafore                                                       |
| Cups and Saucers      | George Grossmith             | George Grossmith                  | Opera Comique         | 05-08-1878*      | 20-02-1880        | H.M.S. Pinafore                                                       |
| After All!            | Frank Desprez                | Alfred Cellier                    | Opera Comique         | 16-12-1878*      | 20-02-1880        | Cups and Saucers                                                      |
| After All!            | Frank Desprez                | Alfred Cellier                    | Opera Comique         | Feb. 1880        | 20-03-1880        | H.M.S. Pinafore para niños                                            |
| After All!            | Frank Desprez                | Alfred Cellier                    | Savoy                 | 23-11-1895       | 04-03-1896        | El Mikado y The Grand Duke                                            |
| After All!            | Frank Desprez                | Alfred Cellier                    | Savoy                 | 04-04-1896       | 08-08-1896        | El Mikado y The Grand Duke                                            |
| After All!            | Frank Desprez                | Alfred Cellier                    | Savoy                 | 07-05-1897       | 16-06-1897        | The Yeomen of the Guard                                               |
| In the Sulks          | Frank Desprez                | Alfred Cellier                    | Opera Comique         | 21-02-1880       | ?                 | The Pirates of Penzance                                               |
| In the Sulks          | Frank Desprez                | Alfred Cellier                    | Opera Comique         | 21-02-1880       | 20-03-1880        | H.M.S. Pinafore para niños                                            |
| In the Sulks          | Frank Desprez                | Alfred Cellier                    | Opera Comique         | 03-04-1880       | 02-04-1881        | The Pirates of Penzance                                               |
| In the Sulks          | Frank Desprez                | Alfred Cellier                    | Opera Comique         | 23-04-1881*      | 02-05-1881        | Patience                                                              |
| In the Sulks          | Frank Desprez                | Alfred Cellier                    | Savoy                 | 11-10-1881       | 14-10-1881        | Patience                                                              |
| Uncle Samuel          | Arthur Law                   | George Grossmith                  | Opera Comique         | 03-05-1881       | 08-10-1881        | Patience                                                              |
| Mock Turtles          | Frank Desprez                | Joseph Eaton Faning               | Savoy                 | 15-11-1881*      | 22-11-1882        | Patience                                                              |
| Mock Turtles          | Frank Desprez                | Joseph Eaton Faning               | Savoy                 | 25-11-1882       | 30-03-1883        | Iolanthe                                                              |
| A Private Wire        | Frank Desprez                | Percy Reeve                       | Savoy                 | 31-03-1883       | 01-01-1884        | Iolanthe                                                              |
| The Carp              | Frank Desprez & Arnold Felix | Alfred Cellier                    | Savoy                 | 11-02-1886*      | 19-01-1887        | El Mikado                                                             |
| The Carp              | Frank Desprez & Arnold Felix | Alfred Cellier                    | Savoy                 | 21-02-1887       | 05-11-1887        | Ruddigore                                                             |
| Mrs. Jarramie's Genie | Frank Desprez                | Alfred Cellier y François Cellier | Savoy                 | Nov. 1887        | Nov. 1889         | Pinafore, The Pirates of Penzance, El Mikado, The Yeomen of the Guard |
| Captain Billy         | Harry Greenbank              | François Cellier                  | Savoy                 | 23-09-1891*      | 16-01-1892        | The Nautch Girl                                                       |
| Captain Billy         | Harry Greenbank              | François Cellier                  | Savoy                 | 01-02-1892       | 18-06-1892        | The Vicar of Bray                                                     |
| Mr. Jericho           | Harry Greenbank              | Ernest Ford                       | Savoy                 | 18-03-1893       | 15-04-1893        | Haddon Hall                                                           |
| Mr. Jericho           | Harry Greenbank              | Ernest Ford                       | Savoy                 | 03-06-1893       | 01-07-1893        | Jane Annie                                                            |
| Quite an Adventure    | Frank Desprez                | Edward Solomon                    | Savoy                 | 15-12-1894       | 29-12-1894        | The Chieftain                                                         |
| Cox and Box           | F. C. Burnand                | Arthur Sullivan                   | Savoy                 | Dec. 1894        | Mar. 1895         | The Chieftain                                                         |
| Weather or No         | Adrian Ross y William Beach  | Bertram Luard Selby               | Savoy                 | 10-08-1896       | 17-02-1897        | El Mikado                                                             |
| Weather or No         | Adrian Ross y William Beach  | Bertram Luard Selby               | Savoy                 | 02-03-1897       | 24-04-1897        | His Majesty                                                           |
| Old Sarah             | Harry Greenbank              | François Cellier                  | Savoy                 | 17-06-1897       | 31-07-1897        | The Yeomen of the Guard                                               |
| Old Sarah             | Harry Greenbank              | François Cellier                  | Savoy                 | 16-08-1897       | 20-11-1897        | The Yeomen of the Guard                                               |
| Old Sarah             | Harry Greenbank              | François Cellier                  | Savoy                 | 10-12-1897       | 12-03-1898        | La Grande-Duchesse de Gérolstein                                      |
| Old Sarah             | Harry Greenbank              | François Cellier                  | Savoy                 | 22-03-1898*      | 21-05-1898        | The Gondoliers                                                        |
| Pretty Polly          | Basil Hood                   | François Cellier                  | Savoy                 | 19-05-1900       | 28-06-1900        | The Rose of Persia                                                    |
| Pretty Polly          | Basil Hood                   | François Cellier                  | Savoy                 | 08-12-1900       | 20-04-1901        | Patience                                                              |
| The Outpost           | A. O'D. Bartholeyns          | Hamilton Clarke                   | Savoy                 | 02-07-1900       | 03-11-1900        | Pirates                                                               |
| The Outpost           | A. O'D. Bartholeyns          | Hamilton Clarke                   | Savoy                 | 08-11-1900*      | 07-12-1900        | Patience                                                              |
| The Willow Pattern    | Basil Hood                   | Cecil Cook                        | Savoy                 | 14-11-1901       | 29-11-1901        | Ib and Little Christina                                               |
| Versión revisada      | Basil Hood                   | Cecil Cook                        | Savoy                 | 09-12-1901       | 29-03-1902        | Iolanthe                                                              |
| A Welsh Sunset        | Frederick Fenn               | Philip Michael Faraday            | Savoy                 | 15-07-1908       | 17-10-1908        | H.M.S. Pinafore y The Pirates of Penzance                             |
| A Welsh Sunset        | Frederick Fenn               | Philip Michael Faraday            | Savoy                 | 02-12-1908       | 24-02-1909        | H.M.S. Pinafore y The Pirates of Penzance                             |

*Fecha aproximada